# Peter Faber
Pour les articles homonymes, voir Faber.
Peter Faber, né à Schwarzenbach an der Saale (Bavière, Allemagne) le 9 octobre 1943, est un acteur germano-néerlandais.

## Biographie
Peter Faber naît d'un père néerlandais et d'une mère allemande qui se sont rencontrés à Hambourg. Il grandit à Amsterdam-Noord, quitte la maison familiale à seize ans et obtient un rôle au théâtre en plein air de Tuindorp Oostzaan (nl).
Par après, il est cofondateur du Werkteater (nl). Il joue ensuite dans plusieurs films néerlandais. Il est Mop dans la comédie musicale De Jantjes (1998) et le capitaine Crochet dans Peter Pan (nl). En 2007, il est sur scène dans son one-man-show Caveman et dans le spectacle pour enfants Elk kind is Kampioen!. Faber est également connu pour ses rôles dans les films de John Gisberts Schatjes! (nl) et Mama is boos! (nl).
Il a un rôle de premier plan dans la série télévisée de comédie Prettig geregeld (nl) aux côtés d'Anne Wil Blankers (nl) et Mieke Verstraete, une série qui a duré de 1988 à 1991.
Peter Faber enseigne à la Theaterschool à Amsterdam, à l'Amsterdamse Toneel & Kleinkunstacademie (nl) et à la Frank Sanders Academie voor musicaltheater (nl).

### Vie privée
Peter Faber a été marié avec l'actrice Shireen Strooker, dont il a divorcé, et est le père des acteurs Jasper Faber et Jesse Faber.

## Filmographie

### Au cinéma
- 1961 : La Fille dans la vitrine de Luciano Emmer : Figurant
- 1975 : Katie Tippel de Paul Verhoeven : George
- 1975 : Rooie Sien (en) de Frans Weisz
- 1976 : Max Havelaar (Max Havelaar of de koffieveilingen der Nederlandsche handelsmaatschappij) de Fons Rademakers
- 1977 : Un pont trop loin de Richard Attenborough : Capt. Harry Bestebreurtje
- 1977 : Le Choix du destin (Soldier of Orange) de Paul Verhoeven : Will Dostgaarde
- 1978 : Camping de Thijs Chanowski
- 1978 : Mysteries de Paul de Lussanet
- 1979 : Une femme comme Eva (Een vrouw als Eva) de Nouchka van Brakel : Ed
- 1979 : Les Cobayes (De proefkonijnen) de Guido Henderickx : Herman
- 1982 : Van de koele meren des doods (en) de Nouchka van Brakel
- 1984 : Ciske le Filou
- 1984 : Darlings! de Ruud van Hemert
- 1989 : Mijn vader woont in Rio (nl) de Ben Sombogaart
- 1990 : De Gulle Minnaar (en) de Mady Saks
- 1993 : Oeroeg (en) de Hans Hylkema
- 1996 : De Zeemeerman (en) de Frank Herrebout
- 2006 : K3 en het ijsprinsesje (en) de Indra Siera
- 2008 : Piet Piraat en het zwaard van Zilvertand (nl) de Bart Van Leemputten
- 2011 : Claustrophobia de Bobby Boermans
- 2015 : Fashion Chicks (nl) de Jonathan Elbers
- 2016 : Renesse (nl) de Willem Gerritsen
- 2018 : Redbad (en)

### À la télévision
- 1997 : Windkracht 10 : Jean Louis Hubert De Jonghe (série télévisée : trois épisodes : Hoog bezoek ; Stormschade ; Wie zoet is, krijgt lekkers)
- 2011 : De Magische Wereld van Pardoes (nl) de Jeroen van der Zee : Grootmagister Almar